# Christy O'Connor Jnr
Christy O'Connor Jnr (nascido Christopher O'Connor; 19 de agosto de 1948 – 6 de janeiro de 2016) foi um jogador profissional irlandês de golfe. Ele era conhecido como "Junior", e seu tio era o golfista Christy O'Connor Snr, que morreu em maio de 2016. Profissionalizou-se em 1967 e ganhou quatro torneios do circuito europeu da PGA, além de disputar a Copa Ryder duas vezes. O'Connor nasceu em Galway, no condado de Galway; ele era casado com Ann e teve três filhos.